# Liste der Senatoren der Vereinigten Staaten aus Connecticut
Die Liste der Senatoren der Vereinigten Staaten aus Connecticut führt alle Personen auf, die jemals für diesen Bundesstaat dem US-Senat angehört haben, nach den Senatsklassen sortiert. Dabei zeigt eine Klasse, wann dieser Senator wiedergewählt wird. Die Wahlen der Senatoren der class 1 fanden zuletzt im November 2024 statt; die Senatoren der class 3 wurden zuletzt im Jahr 2022 wiedergewählt.

## Klasse 1

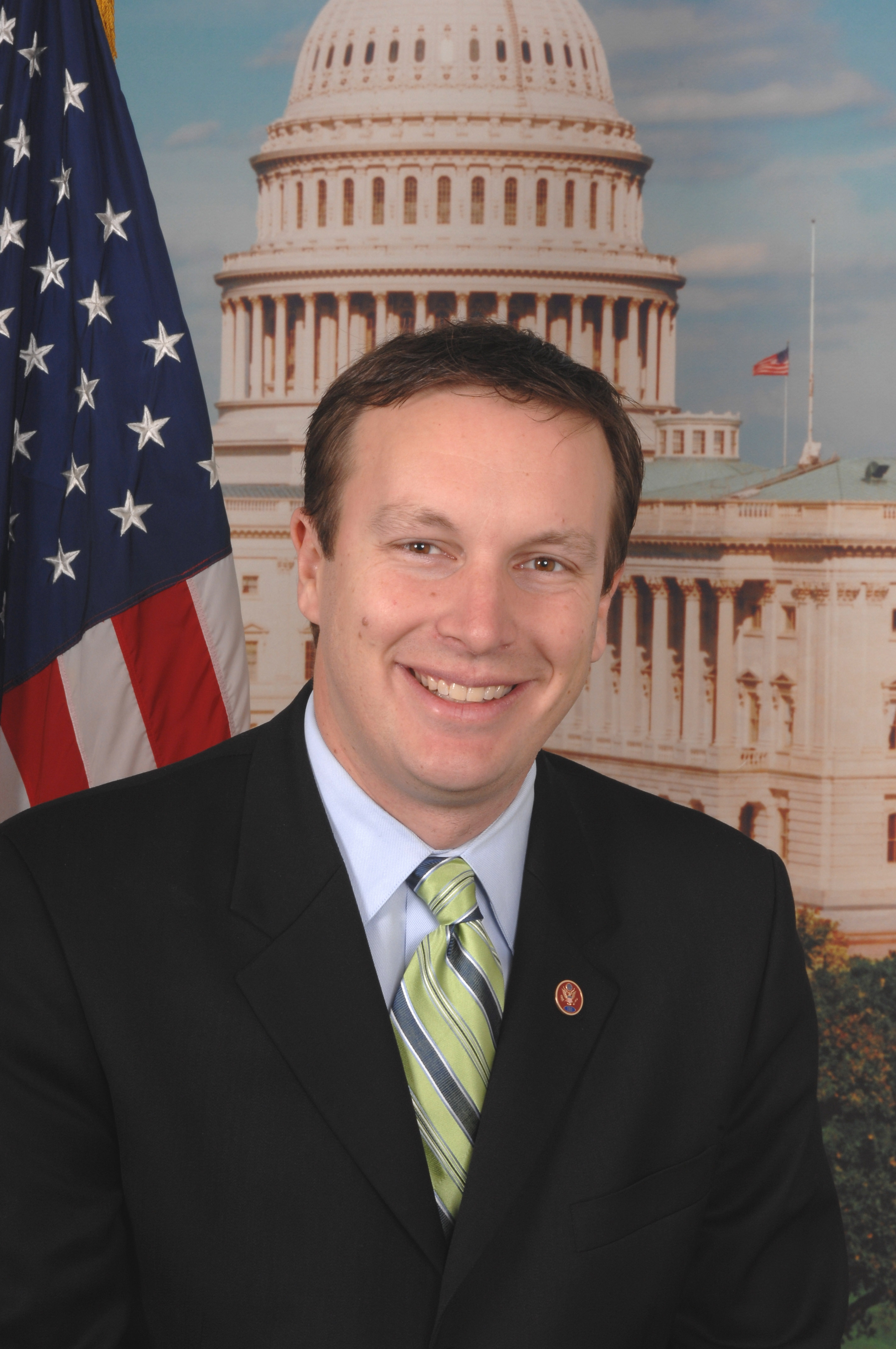
Chris Murphy

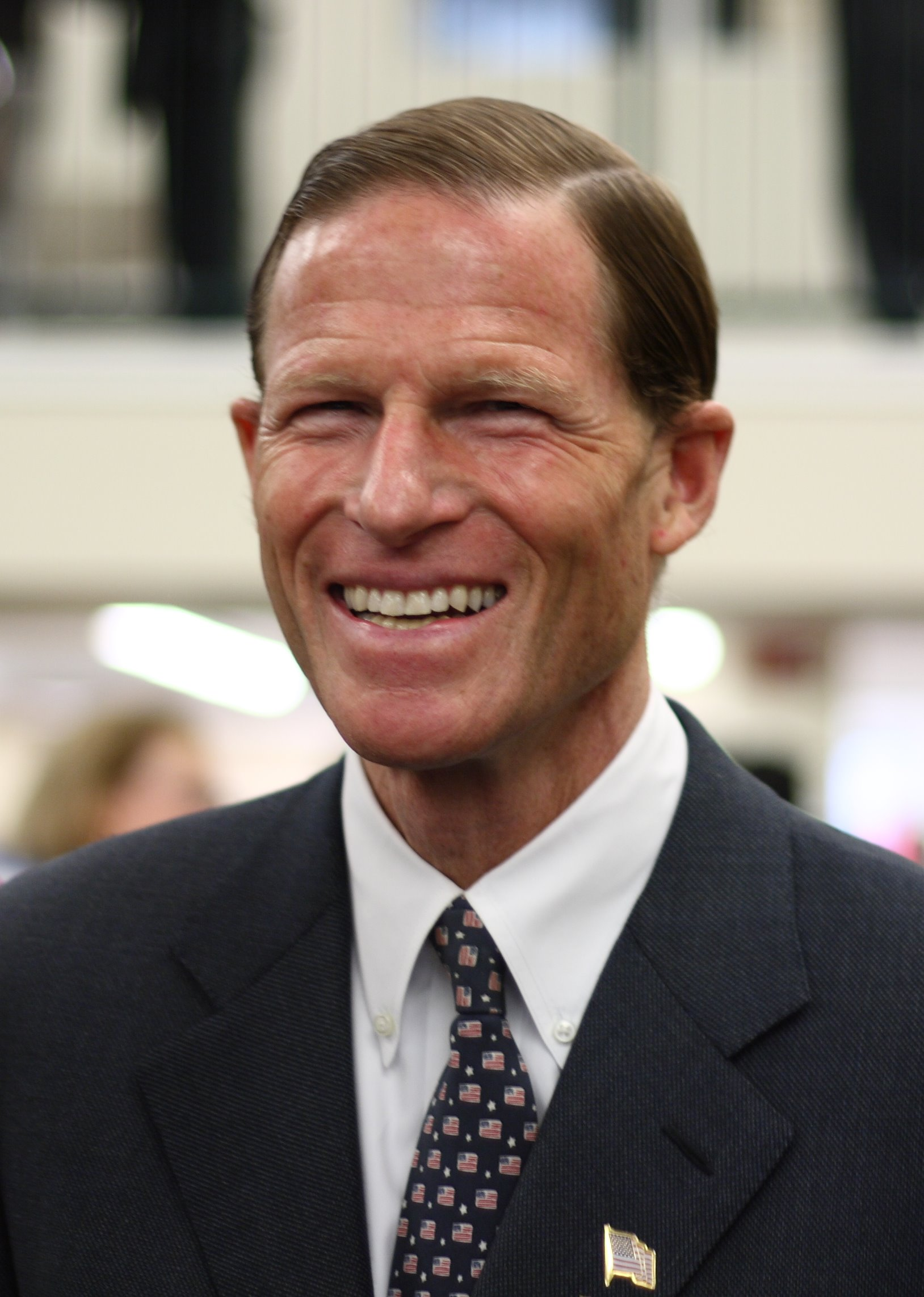
Richard Blumenthal

Connecticut ist seit dem 19. Januar 1788 US-Bundesstaat und hatte bis heute 28 Senatoren der class 1.
| Name                      | Amtszeit  | Partei                | Lebensdaten                         |
| ------------------------- | --------- | --------------------- | ----------------------------------- |
| Oliver Ellsworth          | 1789–1796 | Föderalist            | 29. April 1745–26. November 1807    |
| James Hillhouse           | 1796–1810 | Föderalist            | 20. Oktober 1754–29. Dezember 1832  |
| Samuel Whittlesey Dana    | 1810–1821 | Föderalist            | 13. Februar 1760–21. Juli 1830      |
| Elijah Boardman           | 1821–1823 | Democratic Republican | 7. März 1760–18. August 1823        |
| Henry Waggaman Edwards    | 1823–1827 | Democratic Republican | Oktober 1779–22. Juli 1847          |
| Samuel Augustus Foot      | 1827–1833 | Nationalrepublikaner  | 8. November 1780–15. September 1846 |
| Nathan Smith              | 1833–1835 | Nationalrepublikaner  | 8. Januar 1770–6. Dezember 1835     |
| John Milton Niles         | 1835–1839 | Demokrat              | 20. August 1787–31. Mai 1856        |
| Thaddeus Betts            | 1839–1840 | Whig                  | 4. Februar 1789–7. April 1840       |
| Jabez Williams Huntington | 1840–1847 | Whig                  | 8. November 1788–1. November 1847   |
| Roger Sherman Baldwin     | 1847–1851 | Whig                  | 4. Januar 1793–19. Februar 1863     |
| Isaac Toucey              | 1852–1857 | Demokrat              | 15. November 1792–30. Juli 1869     |
| James Dixon               | 1857–1869 | Republikaner          | 5. August 1814–27. März 1873        |
| William Alfred Buckingham | 1869–1875 | Republikaner          | 28. Mai 1804–5. Februar 1875        |
| William Wallace Eaton     | 1875–1881 | Demokrat              | 11. Oktober 1816–21. September 1898 |
| Joseph Roswell Hawley     | 1881–1905 | Republikaner          | 31. Oktober 1826–18. März 1905      |
| Morgan Gardner Bulkeley   | 1905–1911 | Republikaner          | 26. Dezember 1837–6. November 1922  |
| George Payne McLean       | 1911–1929 | Republikaner          | 7. Oktober 1857–6. Juni 1932        |
| Frederic Collin Walcott   | 1929–1935 | Republikaner          | 19. Februar 1869–27. April 1949     |
| Francis Thomas Maloney    | 1935–1945 | Demokrat              | 31. März 1894–16. Januar 1945       |
| Thomas Charles Hart       | 1945–1946 | Republikaner          | 12. Juni 1877–4. Juli 1971          |
| Raymond Earl Baldwin      | 1946–1949 | Republikaner          | 31. August 1893–4. Oktober 1986     |
| William Burnett Benton    | 1949–1953 | Demokrat              | 1. April 1900–18. März 1973         |
| William Arthur Purtell    | 1953–1959 | Republikaner          | 6. Mai 1897–31. Mai 1978            |
| Thomas Joseph Dodd        | 1959–1971 | Demokrat              | 15. Mai 1907–24. Mai 1971           |
| Lowell Palmer Weicker     | 1971–1989 | Republikaner          | 16. Mai 1931–28. Juni 2023          |
| Joseph Isadore Lieberman  | 1989–2013 | Demokrat/Unabhängiger | 24. Februar 1942–27. März 2024      |
| Christopher Scott Murphy  | seit 2013 | Demokrat              | * 3. August 1973                    |

## Klasse 3
Connecticut stellte bis heute 29 Senatoren der class 3.
| Name                       | Amtszeit  | Partei                | Lebensdaten                          |
| -------------------------- | --------- | --------------------- | ------------------------------------ |
| William Samuel Johnson     | 1789–1791 | Föderalist            | 7. Oktober 1727–14. November 1819    |
| Roger Sherman              | 1791–1793 | Föderalist            | 19. April 1721–23. Juli 1793         |
| Stephen Mix Mitchell       | 1793–1795 | Föderalist            | 9. Dezember 1743–30. September 1835  |
| Jonathan Trumbull          | 1795–1796 | Föderalist            | 26. März 1740–7. August 1809         |
| Uriah Tracy                | 1796–1807 | Föderalist            | 2. Februar 1755–19. Juli 1807        |
| Chauncey Goodrich          | 1807–1813 | Föderalist            | 20. Oktober 1759–18. August 1815     |
| David Daggett              | 1813–1819 | Föderalist            | 31. Dezember 1764–12. April 1851     |
| James Lanman               | 1819–1825 | Democratic Republican | 14. Juni 1767–7. August 1841         |
| Calvin Willey              | 1825–1831 | Nationalrepublikaner  | 15. September 1776–23. August 1858   |
| Gideon Tomlinson           | 1831–1837 | Nationalrepublikaner  | 31. Dezember 1780–8. Oktober 1854    |
| Perry Smith                | 1837–1843 | Demokrat              | 12. Mai 1783–8. Juni 1852            |
| John Milton Niles          | 1843–1849 | Demokrat              | 20. August 1787–31. Mai 1856         |
| Truman Smith               | 1849–1854 | Whig                  | 27. November 1791–3. Mai 1884        |
| Francis Gillette           | 1854–1855 | Free Soil             | 14. Dezember 1807–30. September 1879 |
| Lafayette Sabine Foster    | 1855–1867 | Whig/Republikaner     | 22. November 1806–19. September 1880 |
| Orris Sanford Ferry        | 1867–1875 | Republikaner          | 15. August 1823–21. November 1875    |
| James Edward English       | 1875–1876 | Demokrat              | 13. März 1812–2. März 1890           |
| William Henry Barnum       | 1876–1879 | Demokrat              | 17. September 1818–30. April 1889    |
| Orville Hitchcock Platt    | 1879–1905 | Republikaner          | 19. Juli 1827–21. April 1905         |
| Frank Bosworth Brandegee   | 1905–1924 | Republikaner          | 8. Juli 1864–14. Oktober 1924        |
| Hiram Bingham III          | 1924–1933 | Republikaner          | 19. November 1875–6. Juni 1956       |
| Augustine Lonergan         | 1933–1939 | Demokrat              | 20. Mai 1874–18. Oktober 1947        |
| John Anthony Danaher       | 1939–1945 | Republikaner          | 9. Januar 1899–22. September 1990    |
| James O’Brien McMahon      | 1945–1952 | Demokrat              | 6. Oktober 1903–28. Juli 1952        |
| William Arthur Purtell     | 1952      | Republikaner          | 6. Mai 1897–31. Mai 1978             |
| Prescott Sheldon Bush      | 1952–1963 | Republikaner          | 15. Mai 1895–8. Oktober 1972         |
| Abraham Alexander Ribicoff | 1963–1981 | Demokrat              | 9. April 1910–22. Februar 1998       |
| Christopher John Dodd      | 1981–2011 | Demokrat              | * 27. Mai 1944                       |
| Richard M. Blumenthal      | seit 2011 | Demokrat              | * 13. Februar 1946                   |